# Andrew Moore
Andrew Moore (Rockbridge megye, 1752 – Lexington, 1821. április 14.) az Amerikai Egyesült Államok szenátora (Virginia, 1804–1809).